# エノルベル・マルケス＝ラミレス
エノルベル・マルケス＝ラミレス（Enorbel Marquez-Ramirez、1974年12月11日 - ）は、キューバ・サンティアーゴ・デ・クーバ州パルマソリアーノ出身の野球選手（投手）。左投げ左打ち。現在はドイツ・野球ブンデスリーガのハイデンハイム・ハイデケッフェに所属。

## 経歴
2000-2001シーズンから2002-2003シーズンまでセリエ・ナシオナル・デ・ベイスボル（キューバ国内リーグ）のアビスパス・デ・サンティアーゴ・デ・クーバに所属していた。
2004年にドイツへ移住し、同年にブンデスリーガ（ドイツ国内リーグ）のゾーリンゲン・アリゲーターズに入団した。
2007年にはブンデスリーガで防御率1.21（1位）・60奪三振（4位）・7勝（4位）の成績を残している。
2008年5月25日に対ボン・キャピタルズ戦で完全試合を達成した。
2010年1月に同じキューバ出身のライデル・チャペリが在籍するヨーロッパ最高峰のイタリアンベースボールリーグ（イタリア国内リーグ）のリミニ・ベースボールクラブへ移籍。その際にネットゥーノ・ベースボールクラブとの二重契約問題を引き起こした。

## ドイツ代表歴
ドイツ人の妻を持ち、ドイツに帰化。ドイツ国籍を取得し、ドイツ代表として数多くの国際大会に出場している。
2007年、第30回ヨーロッパ野球選手権大会代表に選出。同年開催の第37回IBAFワールドカップ代表に選出。
2008年、北京オリンピック野球世界最終予選代表に選出。
2009年、第1回ワールド・ベースボール・チャレンジ代表に選出。同年開催の第38回IBAFワールドカップ代表に選出。
2010年、第31回ヨーロッパ野球選手権大会代表に選出。
2012年、第32回ヨーロッパ野球選手権大会代表に選出。また、第3回WBCドイツ代表にも選出され、2012年9月23日に行われたWBC予選のイギリス戦では7回を投げて8奪三振・1失点の好投でドイツの本選進出決定戦への進出に貢献した。
2014年、第33回ヨーロッパ野球選手権大会代表に選出。
2016年、第4回WBCドイツ代表に選出。

## 詳細情報

### 年度別投手成績
| 年 度     | 球 団     | 登 板 | 先 発 | 完 投 | 完 封 | 無 四 球 | 勝 利 | 敗 戦 | セ 丨 ブ | ホ 丨 ル ド | 勝 率 | 打 者 | 投 球 回 | 被 安 打 | 被 本 塁 打 | 与 四 球 | 敬 遠 | 与 死 球 | 奪 三 振 | 暴 投 | ボ 丨 ク | 失 点 | 自 責 点 | 防 御 率 | W H I P |
| --------- | --------- | ----- | ----- | ----- | ----- | -------- | ----- | ----- | -------- | ----------- | ----- | ----- | -------- | -------- | ----------- | -------- | ----- | -------- | -------- | ----- | -------- | ----- | -------- | -------- | ------- |
| 2000-2001 | SCU       | 10    | 1     | 0     | 0     | --       | 0     | 0     | 0        | --          | ----  | 49    | 7.1      | 12       | 0           | 10       | 1     | 1        | 4        | 1     | 0        | 14    | 7        | 8.59     | 3.00    |
| 2001-2002 | SCU       | 20    | 10    | 1     | 0     | --       | 4     | 3     | 0        | --          | .571  | 235   | 50.2     | 71       | 8           | 15       | 0     | 5        | 32       | 4     | 0        | 40    | 37       | 6.57     | 1.70    |
| 2002-2003 | SCU       | 14    | 2     | 0     | 0     | --       | 2     | 2     | 1        | --          | .500  | 170   | 35.1     | 51       | 8           | 14       | 5     | 5        | 22       | 0     | 1        | 31    | 29       | 7.39     | 1.84    |
| 通算：3年 | 通算：3年 | 44    | 13    | 1     | 0     | --       | 6     | 5     | 1        | --          | .545  | 454   | 93.1     | 134      | 16          | 39       | 6     | 11       | 58       | 5     | 1        | 85    | 73       | 7.04     | 1.85    |

- 2013年度シーズン終了時
- キューバで通常用いられる個人通算成績は、プレーオフや選抜リーグなども合算するため、この表の合計とは一致しない

### 獲得タイトル
ブンデスリーガ
- 北地区・最優秀投手 (2006年、2007年、2009年)
- 北地区・最多奪三振 (2008年、2009年)